# Corambis
Corambis is een geslacht van spinnen uit de familie springspinnen (Salticidae).

## Soorten
De volgende soorten zijn bij het geslacht ingedeeld:
- Corambis foeldvarii Szüts, 2002
- Corambis insignipes (Simon, 1880)